# Mandapa

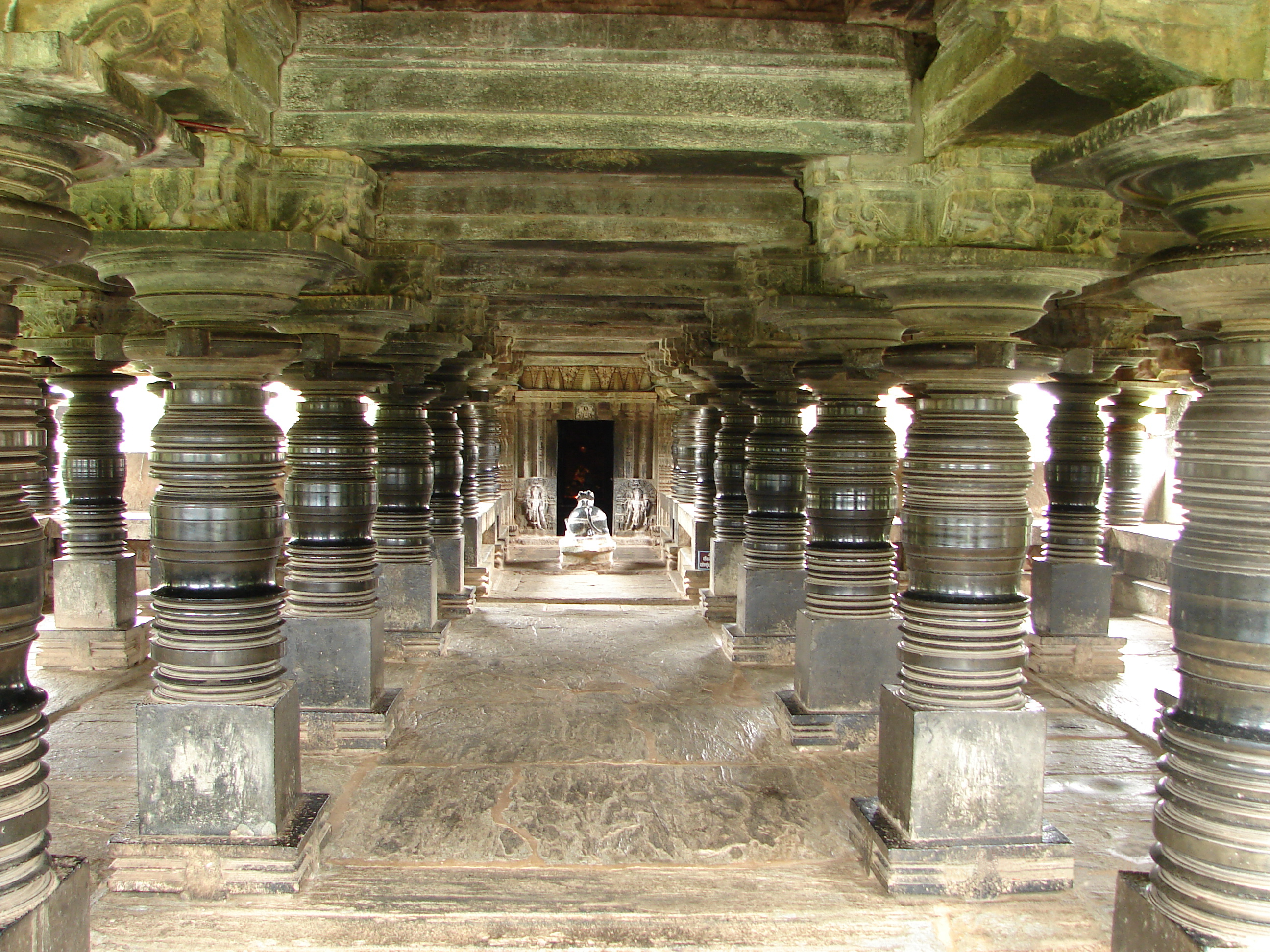
Mandapa aperto ad Amritapura

Mandapa (in lingua sanscrita मण्डप, in lingua hindi मंडप, in lingua birmana मांडव; talvolta chiamata mantapa o mandapam) nell'architettura indiana è una sala esterna pilastrata per riti religiosi pubblici.

## Architettura dei templi

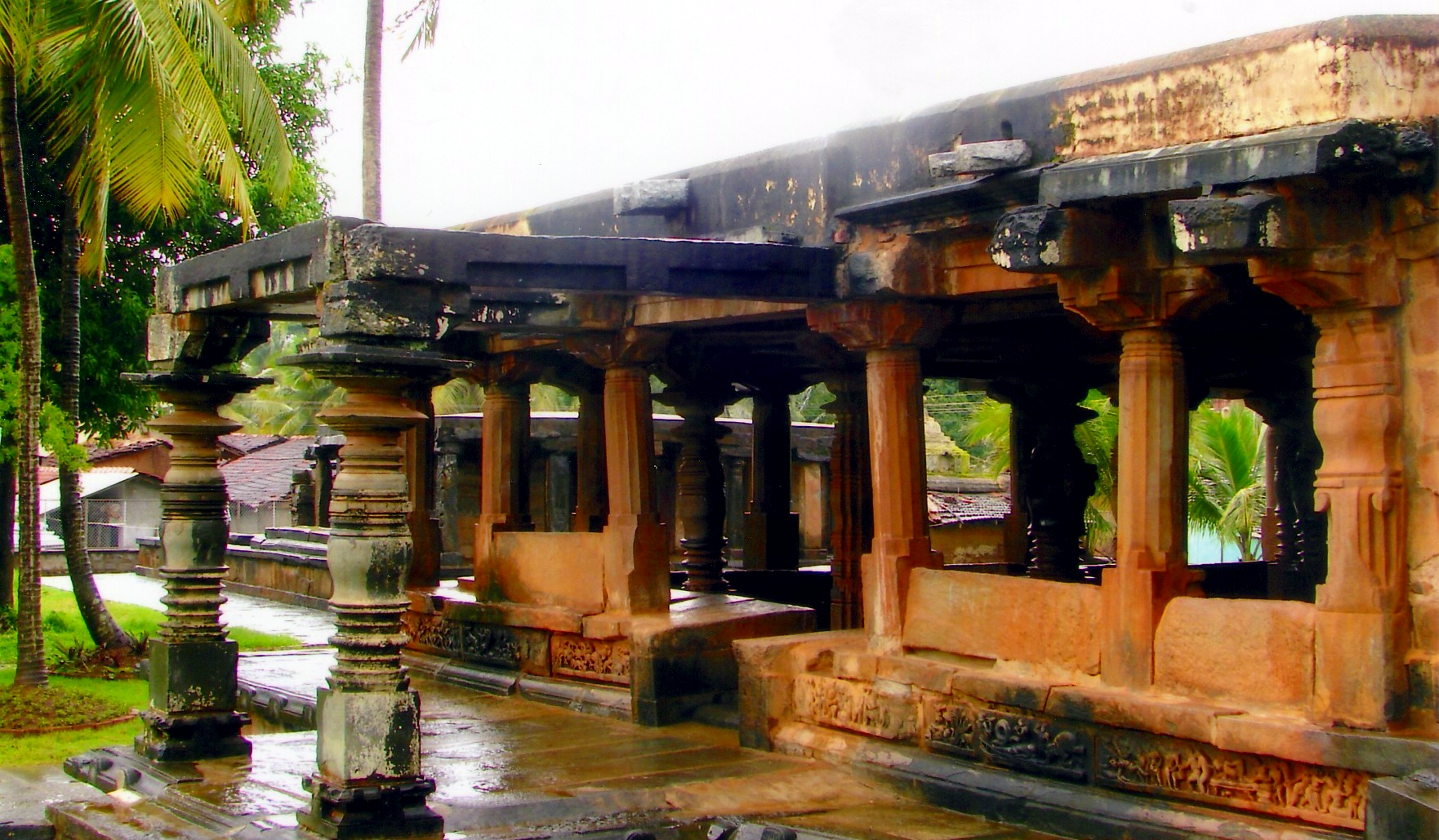
Portico Mandapa, Shimoga

Nei templi indù la mandapa è una struttura simile a portici, tra il (gopuram) (portale ornato) e il tempio. Viene utilizzata per la danza e la musica religiosa e fa parte dei costituenti base del tempio. La sala della preghiera è generalmente costruita di fronte al sancta sanctorum (garbhagriha). Un tempio grande ha diverse mandapa.
Se il tempio ha più di una mandapa, ognuna di esse è adibita ad una differente funzione ed ha un nome che ne riflette l'uso. Per esempio, una mandapa dedicata ai matrimoni divini viene detta kalyana mandapa.
Spesso la sala presenta diversi pilastri scolpiti con storie mitologiche.
In termini contemporanei, rappresenta anche una struttura all'interno della quale viene eseguito un matrimonio indù. La sposa e lo sposo circondano un sacro fuoco acceso dal sacerdote officiante nel centro della Mandapa.

## Varianti del nome

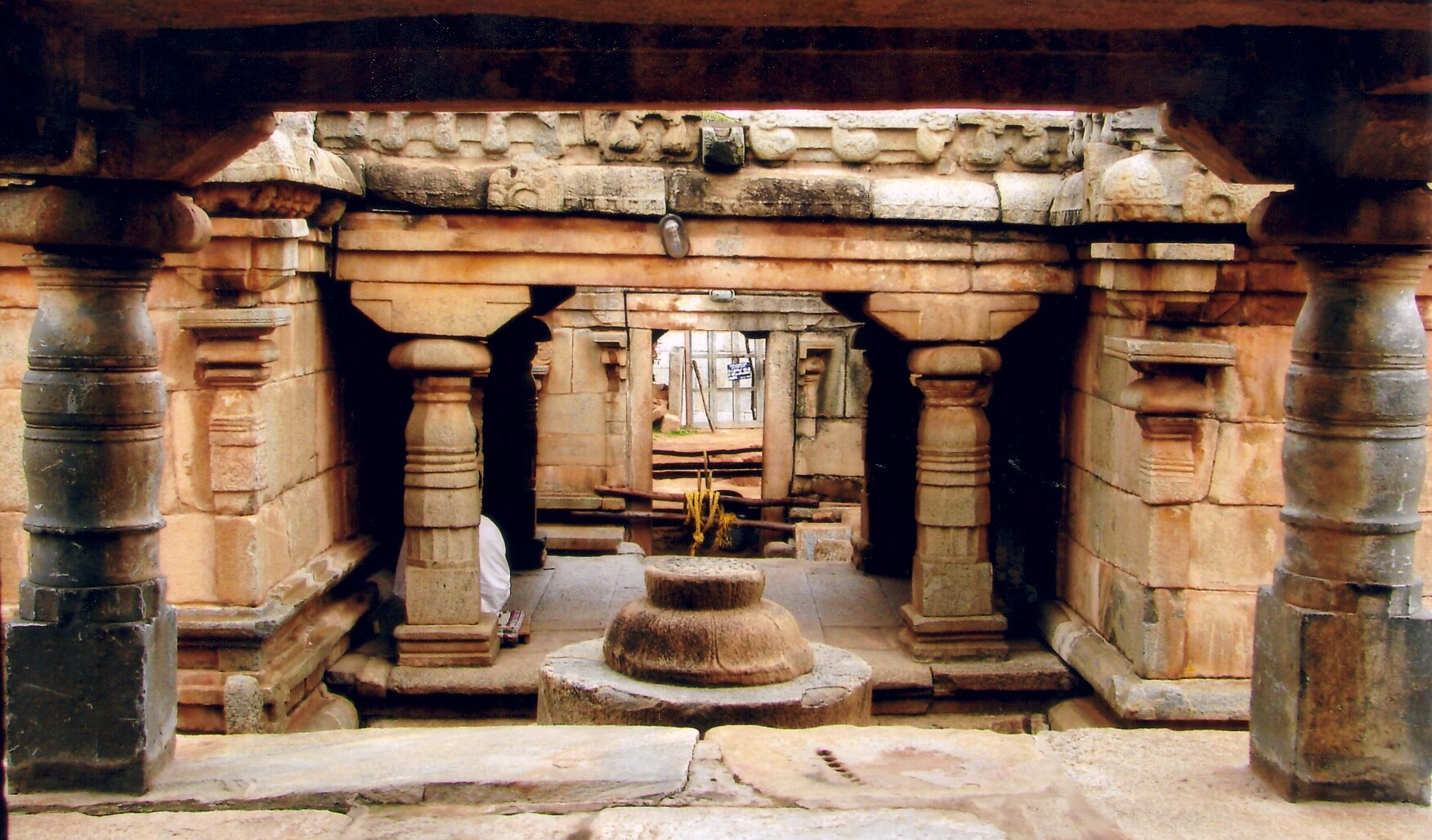
Kambadahalli mandapa della dea Ganga.

Quando un tempio ha più di una mandaba mandapa, esse hanno nomi diversi:
- Artha Mandapam — spazio intermedio tra l'esterno del tempio e la garbhagriha (sancta sanctorum) o le altre mandapa del tempio.
- Asthana Mandapam  — sala delle assemblee
- Kalyana Mandapam  —  dedicata ai matrimoni rituali celebrati tra il Signore e la sua Dea.
- Maha Mandapam  — (Maha=grande) Quando ci sono diversi mandapa in un tempio, quello più grande e più alto viene usato per discorsi religiosi. Alcune volte è costruita secondo gli assi trasversali del tempio come un transetto. All'esterno, il transetto termina con una grande finestra che dà luce ed aria al tempio.
- Nandi Mandapam (o Nandi mandir) - Nei templi dedicati a Shiva, è un padiglione con la statua sacra del toro Nandi, che guarda alla statua del linga di Shiva.
- Ranga Mandapa
- Meghanath Mandapa
- Namaskara Mandapa
- Mandapa aperto

## In altre lingue

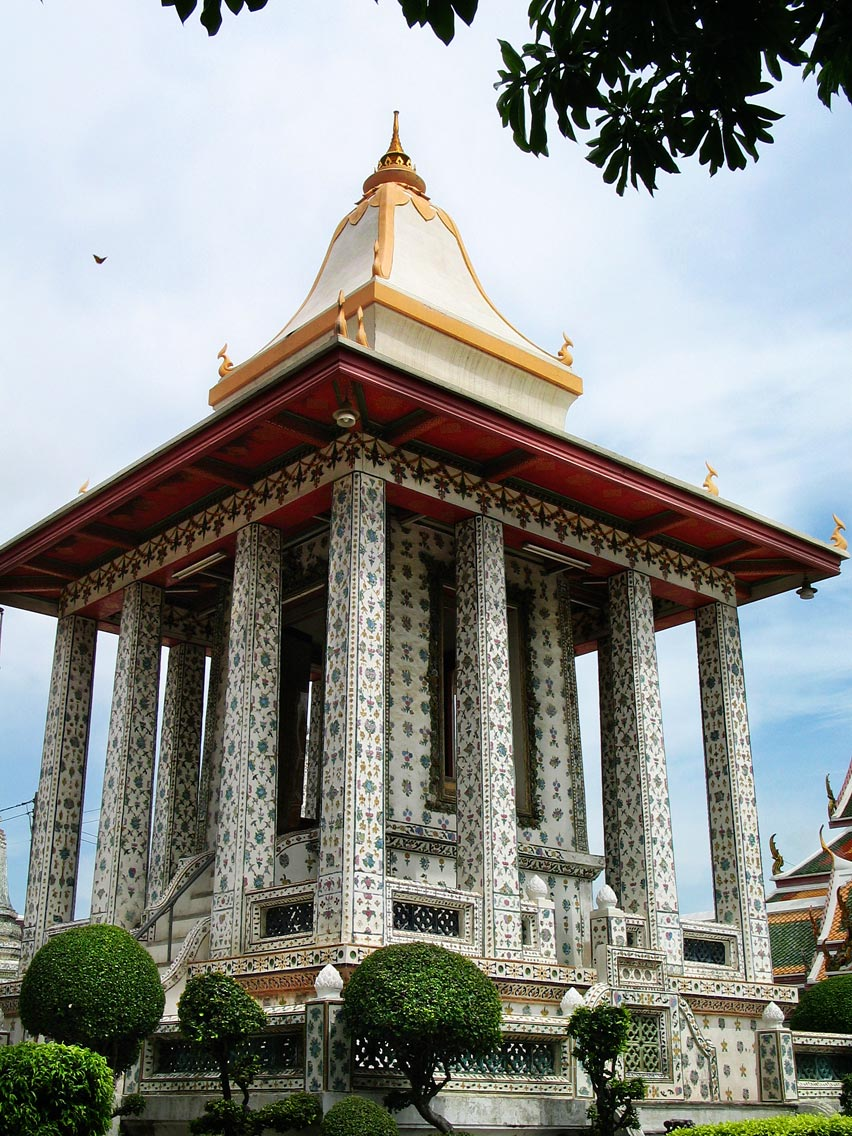
Nel buddhismo thailandese Mandapa o Mondop, qui a Wat Arun, Bangkok

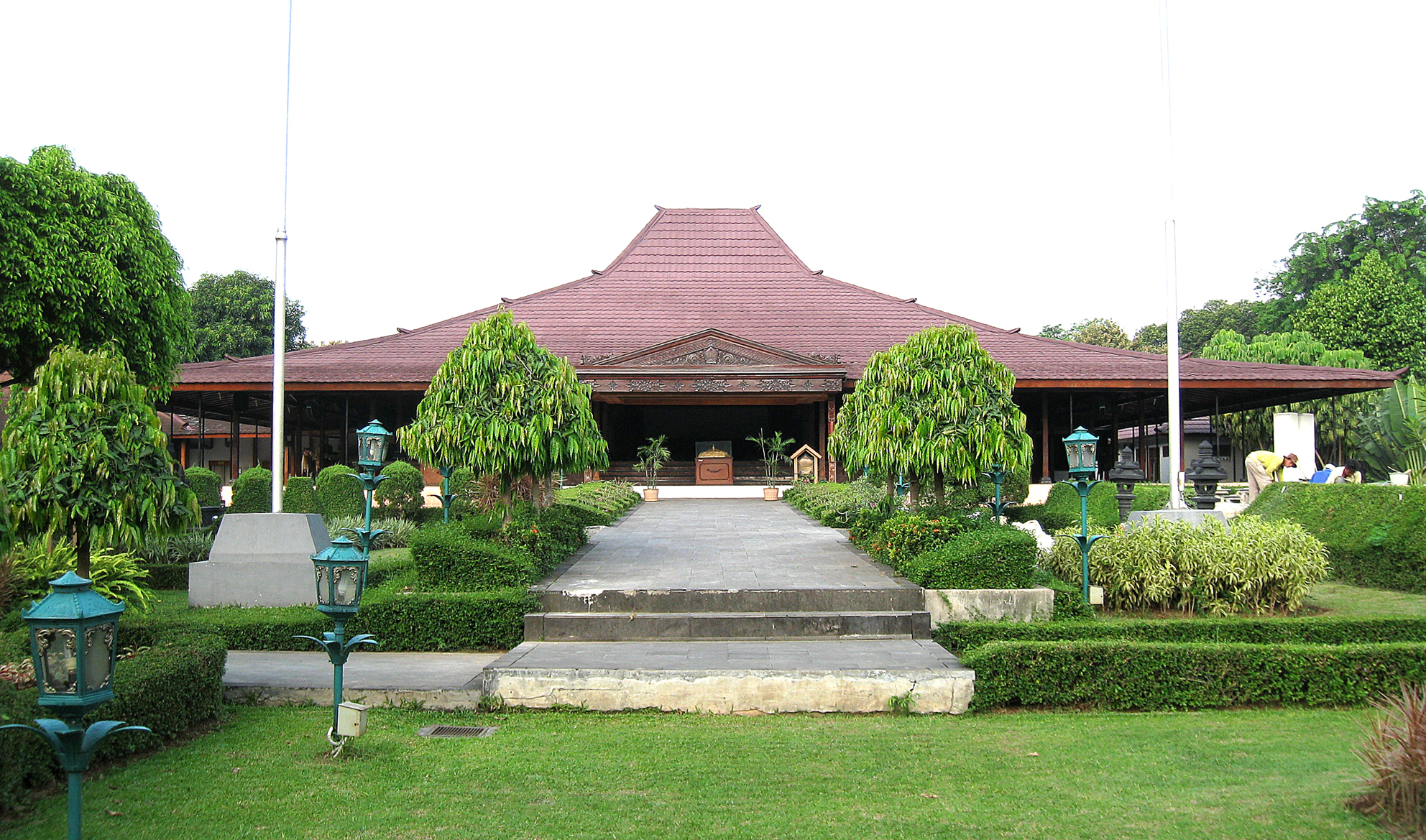
Pendopo reale a Giava, Indonesia, normalmente presente nei palazzi dei sultani.

In lingua indonesiana, il mandapa è noto come pendopo. Insolitamente, i pendopo indonesiani sono costruiti per lo più per le comunità musulmane. Molte moschee seguono il disegno pendopo, con un tetto a strati per assomigliare a monte Meru. 
In lingua tamil, viene chiamato Aayiram Kaal Mandapam - una sala di pilastri vicina al Vimana del Koil, che costituisce una parte distinta della pianta di un sito classico in architettura dravidica.
In lingua birmana il termine mandat (မဏ္ဍပ်), che origina dal Pali mandapa, designa una piattaforma aperta o un padiglione da cui i fedeli spruzzano acqua sui passanti durante la festa buddhista di Thingyan.
In lingua thai si chiama mondop. Presente spesso nell'architettura dei templi thailandesi sotto forma di un tempio biblioteca o di un altare come nel Wat Chiang Man di Chiang Mai.